# Francesco De Zanna
Francesco De Zanna (San Candido, 17 de octubre de 2002) es un deportista italiano que compite en curling. Ganó una medalla de bronce en el Campeonato Mundial de Curling Masculino de 2024.

## Palmarés internacional
| Campeonato Mundial | Campeonato Mundial   | Campeonato Mundial | Campeonato Mundial |
| Año                | Lugar                | Medalla            | Prueba             |
| ------------------ | -------------------- | ------------------ | ------------------ |
| 2024               | Schaffhausen (Suiza) | Medalla de bronce  | Equipo             |